# Camponotus weismanni
Camponotus weismanni é uma espécie de inseto do gênero Camponotus, pertencente à família Formicidae.